# آل جيلان

تعديل مصدري - تعديل

آل جيلان هي إحدى قرى عزلة سرار بمديرية سرار التابعة لمحافظة أبين، بلغ تعداد سكانها 76 نسمة حسب تعداد اليمن لعام 2004.